# Aethotaxis mitopteryx mitopteryx
Aethotaxis mitopteryx mitopteryx is een ondersoort van de straalvinnige vissen uit de familie van de ijskabeljauwen (Nototheniidae). De wetenschappelijke naam van de soort is voor het eerst geldig gepubliceerd in 1962 door DeWitt.